# Grangärdes-Hästberg
Grangärdes-Hästberg (stavas även Grangärde Hästberg) är en by i Grangärde socken, Ludvika kommun, belägen omkring 30 km norr om Ludvika. Genom byn slingrar sig den ålderdomliga länsväg W 640 som sträcker sig mellan Grangärde och Tuna-Hästberg.
Grangärde Hästberg var ursprungligen en fäbod, som under 1600-talet tycks ha varit knuten till kyrkan. 1684 skattlades den som hemman, varvid Grangärde Hästbergs historia som by kan sägas börja. Vid det tillfället fanns två familjer i byn. Bebyggelsen ökade sedan stadigt, så att det under 1900-talets första hälft fanns hela 24 hushåll. Idag finns här ett 30-tal fastboende personer.
Strax norr om byn ligger berget Hästbergs klack, från vars topp man har en vidsträckt utsikt. Toppen är klassad som naturreservat för att skydda de talrika vallgångsristningarna, varav de äldsta är daterbara från 1600-talet.